# A Flauta Mágica
A Flauta Mágica (original em alemão Die Zauberflöte [ˈdiː ˈt͡saʊ̯bɐˌfløːtə]ⓘ) KV 620  é uma ópera (singspiel) em dois atos de Wolfgang Amadeus Mozart, com libreto alemão de Emanuel Schikaneder. Estreou no Theater auf der Wieden em Viena, no dia 30 de setembro de 1791.
Schikaneder era companheiro de loja maçônica de Mozart. À época, por influência da Revolução Francesa, a maçonaria adquiria simpatizantes ao mesmo tempo que era perseguida.
A ópera mostra a filosofia do Iluminismo. Algumas de suas árias tornaram-se muito conhecidas, como o dueto de Papageno e Papagena, e as duas árias da Rainha da Noite. Os conceitos de liberdade, igualdade e fraternidade da Revolução Francesa transparecem em vários momentos na ópera, por exemplo quando o valor de Tamino, protagonista da história, é questionado por ser um príncipe, e que por tal motivo talvez não conseguisse suportar as duras provas exigidas para entrar no templo. Em sua defesa, Sarastro responde: "mais que um príncipe, é uma pessoa".

## Contexto histórico
A Flauta Mágica foi produzida no século XVIII, período histórico em que a linha de pensamento do homem sofria uma mudança radical através do Iluminismo, conjunto de ideais filosóficos que defendiam a dissociação de pensamento com a Igreja, ocorrida durante a Idade Média e a valorização de uma visão de mundo racional, em que a sabedoria aparece como única possibilidade de justiça e igualdade entre os homens, o que imediatamente coloca em xeque as relações de poder e subordinação da sociedade da época e a legitimidade dos aristocratas e das tiranias.
Nesse contexto, A Flauta Mágica apresenta-se como uma ópera de formação e como uma alegoria para as provações pelas quais o homem precisa passar para sair das trevas do pensamento medieval em direção da luz iluminista. Assim, as principais personagens Tamino e Pamina enfrentam os obstáculos impostos pelos membros do Templo da Sabedoria para juntos, ao final da ópera, encontrarem a realização plena e a união ideal.
Em sua jornada, o casal conta com a ajuda de Sarastro, soberano que simboliza o homem racional que detém o poder por sua sabedoria – não pela força – e que é capaz de ser sempre justo com qualquer cidadão que busque seus conselhos. Sarastro não é a resposta para a sabedoria, mas o caminho para se chegar até ela, ao guiar o homem em sua jornada pessoal em busca da autonomia e liberdade de pensamento. Nesse sentido, o personagem entra em contraste direto com a Rainha da Noite, a vilã da história que figura como tudo aquilo condenado pelo Iluminismo: a superstição, a irracionalidade, a aristocracia, a tirania e a subordinação tanto social quanto intelectual, ao ditar tudo o que seus inferiores devem ou não pensar e fazer.
A ópera também apresenta influência dos ideais da sociedade maçônica (maçonaria, associação) – da qual se sabe que Mozart e Schikaneder faziam parte –, principalmente no que diz respeito ao ritual de iniciação pela qual passam Tamino e Pamina, composto de diversas provas (tal qual o ritual de iniciação maçônico) que testam o amor e a persistência do casal, recebido sob as bênçãos de toda a fraternidade do Templo da Sabedoria ao final da história.

## Criação
A ópera foi o resultado de um período de crescente envolvimento de Mozart com a trupe de teatro de Schikaneder, que desde 1789 atuava no Theater auf der Wieden. Mozart era amigo íntimo de um dos cantores-compositores do grupo, o tenor Benedikt Schack (o primeiro Tamino), e contribuiu diversas vezes com composições para a trupe. A participação de Mozart aumentou com a ópera colaborativa Der Stein der Weisen ("A Pedra Filosofal"), incluindo o dueto (Nun liebes Weibchen, K. 625/592a), e acabou levando à composição da Flauta Mágica em 1791. Enquanto Schikaneder se propôs a escrever o libreto da peça, Mozart ficou responsável por sua melodia.
Sabe-se que Schikaneder buscou inspiração para a história da Flauta Mágica em outras fontes, entre elas o conto de fadas Lulu oder Die Zauberflöte, escrito por Christoph Martin Wieland e publicado na coleção Dschinnistan entre 1786 e 1789. Já os elementos mágicos da peça teriam sua origem na peça Megära, de Philipp Hafner (1763). Quanto aos rituais que remetem diretamente à maçonaria, muito forte na época, também tiveram sua base no romance Sethos, de Jean Terrasson (1731), ambientado no Egito antigo. E o tom humorístico, sobretudo do personagem Papageno, teria sua influência no teatro popular vienense.
Apesar de hoje ser considerada uma das melhores óperas do compositor austríaco, o contexto em que foi escrita não poderia ser pior para Mozart, que na época enfrentava dificuldades financeiras e sentia-se deprimido com a distância de sua esposa, que esperava mais um filho seu em Baden, na Alemanha. Assim, comenta, um pouco inseguro sobre a ópera:
Se ela resultar em um fiasco, não posso fazer nada a respeito, pois nunca compus uma ópera mágica.
Mozart compôs a Flauta Mágica tendo em mente a habilidade dos cantores que deveriam se apresentar na noite de estreia, que incluíam tanto virtuosi quanto atores de comédia comuns, chamados para cantar na ocasião. Desse modo, as linhas vocais de Papageno e Monostatos eram primeiro apresentadas por instrumentos de corda, para que seus intérpretes pudessem encontrar o tom certo das músicas. No papel mais difícil da ópera, o da Rainha da Noite, Mozart escolheu sua cunhada, Josepha Hofer, que podia alcançar as difíceis notas altas exigidas pelo papel, particularmente presentes na ária "Der Hölle Rache kocht in meinem Herzen", tão conhecida até mesmo entre o público não familiarizado com o trabalho de Mozart.
Apesar do tom solene, devido em grande parte à temática simbólica da peça, A Flauta Mágica também apresenta elementos do humor folclórico do Singspiel alemão, gênero musical típico da época, cuja maior característica era o diálogo falado, ao invés de cantado, e a presença de alguns personagens da comédia popular (Papageno e Papagena).

## Estreia e recepção
A ópera estreou em Viena no dia 30 de setembro de 1791 no teatro Freihaus-Theater auf der Wieden. Mozart foi o condutor da orquestra e Schikaneder, responsável pelo texto da ópera, também atuou no papel de Papageno. Tamino ficou a cargo do compositor Benedikt Schak, e a cunhada de Mozart, Josepha Hofer, assumiu o papel da Rainha da Noite.
Inicialmente a peça pareceu não ter agradado o público vienense, mas não demorou muito para que a situação se invertesse, e a ópera passasse a ser aclamada por pessoas que não se cansavam de lotar o teatro onde ela estava sendo apresentada todas as noites, como comenta Mozart em uma de suas cartas à esposa:
Ao voltar da Ópera, com a maior satisfação e sentimento de alegria, encontrei sua carta. Ainda que sábado, por ser dia de Correio, seja um mau dia, a Ópera foi apresentada toda com teatro lotado, e os aplausos e repetições de costume. Amanhã será apresentada novamente (…)
O sucesso da Flauta Mágica ajudou a melhorar o ânimo do compositor e resultou em uma ligeira melhora em sua saúde, debilitada desde que ficara doente, semanas antes da estreia da peça, em Praga. Em uma de suas cartas endereçadas à esposa, Constanze, Mozart demonstra sua satisfação quanto ao sucesso da ópera:
Estou voltando da Ópera; o teatro estava lotado, como sempre – o dueto ‘Marido e esposa, etc.’ E a música dos sininhos, no primeiro ato, como de costume, foram repetidos – também o Terceto dos meninos, no 2º ato. – Mas o que mais me alegra é o aplauso constante! – Vê-se perfeitamente que essa ópera cresce sempre mais, e intensamente.
Dias depois, o compositor Antonio Salieri e a cantora Catarina Cavalieri foram recebidos por Mozart, que os levou para apreciar sua mais nova obra, que os deixou bastante impressionados, como explica na carta escrita à esposa no dia 14 de outubro de 1791:
Tu não podes imaginar o quanto os dois [Salieri e Cavalieri] foram amáveis, o quanto lhes agradou, não apenas a minha música, mas também o libreto e todo o conjunto. – Disseram ambos: ‘É uma Ópera digna de ser apresentada nas mais importantes festividades, diante dos maiores monarcas. E eles, certamente vê-la-iam outras vezes, pois jamais viram espetáculo mais belo, nem mais agradável.’ – Ele ouviu e observou com a maior atenção desde a Abertura até o último coro, não houve um trecho que não tivesse arrancado deles um ‘bravo’ ou ‘bello’. E eles não se cansavam de dirigir-me intermináveis agradecimentos por esse favor.
De fato o desejo de Salieri e Cavalieri se concretizou, pois cerca de um ano após sua estreia, a ópera celebrou sua 100º apresentação em novembro de 1792, mas Mozart não teve o prazer de presenciar esse marco, morrendo no dia 5 de dezembro de 1791. Até hoje a ópera é uma das mais apreciadas pelo público alemão, como comenta o compositor Richard Wagner:
Os alemães jamais se cansaram de venerar o surgimento desta obra. Até então a ópera alemã praticamente jamais existira; ela foi criada com esta obra. A quintessência dos mais nobres botões da arte fundiram-se aqui em uma única flor. Que mágica divida sopra nesta obra, da mais popular canção ao hino mais sublime! Que versatilidade, que diversidade!

## Personagens

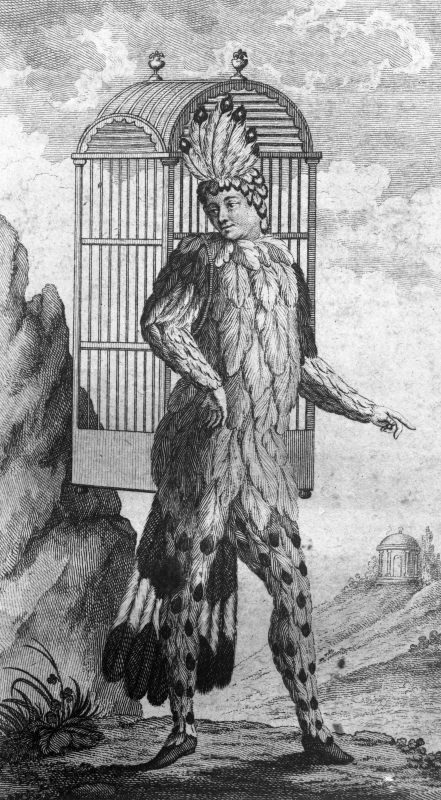
Papageno é uma personagem da Flauta Mágica (Die Zauberflöte).

| Tamino (príncipe:)                       | tenor              |
| Pamina (filha da Rainha da Noite)        | soprano lírico     |
| Sarastro (sacerdote de Ísis e Osíris)    | Baixo (voz)        |
| Rainha da Noite                          | soprano colaratura |
| Papageno (caçador de pássaros)           | barítono           |
| Papagena (prometida a Papageno)          | soprano            |
| Monostatos (mouro a serviço de Sarastro) | tenor              |
| Orador                                   | Baixo (voz)        |
| Dois Sacerdotes                          | tenor e baixo      |
| Três meninos-guias                       | sopranino e alto   |
| Três Damas                               | soprano e alto     |

## Sinopse
Há dois casais que se formam na ópera, Papageno e Papagena, simbolizando o lado comum da humanidade, e Tamino e Pamina, simbolizando o iniciado. O contexto é uma luta entre a Rainha da Noite, que ambiciona o poder, e Sarastro, o grande sacerdote que só pratica o bem. Para Sarastro trabalha, porém, o mouro Monostatos, que tenta seduzir Pamina e se alia à Rainha da Noite.
A obra começa com Tamino perdido na floresta, onde encontra Papageno, um homem alegre que aprecia os prazeres da vida e trabalha para a Rainha da Noite. Deste encontro Tamino fica sabendo que Pamina, filha da Rainha da Noite, foi sequestrada por Sarastro e, apaixonado pela sua beleza e a pedido da Rainha da Noite, decide resgatá-la.
Na sequência, ambos passam por várias provas antes de poderem se encontrar. Papageno também passa por um tipo de prova antes de encontrar Papagena, e este contraponto do homem comum que se comporta de modo diferente do príncipe diante das adversidades é o lado cômico que faz esta ópera tão popular.
Esta obra está repleta de simbolismo maçônico. É possível encontrar muitas semelhanças com a Suíte Peer Gynt nº 1 de Edvard Grieg.
No livro "A filha da noite", a escritora Marion Zimmer Bradley reconta em prosa esta história, em que os apaixonados lutam contra as forças do mal e a Rainha da Noite, Mãe de Pamina, para se purificarem e alcançarem a sabedoria juntos.

### Ato I
O príncipe Tamino entra num bosque para fugir da perseguição de uma serpente monstruosa.
Cai de cansaço e é salvo por três damas da Rainha da Noite. As mulheres ficam maravilhadas com a sua beleza e correm a dar a novidade à sua senhora, a Rainha da Noite. Enquanto isso, Papageno, um caçador de pássaros e servo da Rainha, entra em cena. Ele mente, dizendo que matou a serpente. As damas, ao voltarem, castigaram o mentiroso colocando na boca uma espécie de cadeado.
As damas mostram um retrato da filha da Rainha da Noite para Tamino que, ao vê-la, fica apaixonado.
Depois da ária de Tamino onde ele demonstra toda sua paixão por Pamina, chega a própria Rainha da Noite, que, comovida pelas palavras de amor do príncipe, revela o sequestro de Pamina por Sarastro, rei e sacerdote de Ísis, prometendo ao jovem a mão da donzela se ele conseguir resgatá-la com segurança do Templo do rei. Tamino aceita o desafio. Em troca, as três damas entregam a ele uma oferta da rainha: uma flauta mágica em ouro, que é capaz de mudar o estado de espírito dos seres vivos que a escutam. Papageno, que irá acompanhar o príncipe em sua jornada, ganha um carrilhão mágico, também com poderes extraordinários.
Mais adiante, descobrimos que Pamina está numa sala guardada por Monostatos, escravo mouro do palácio de Sarastro que tenta seduzi-la. Nesse momento, chega Papageno e, ao vê-lo, o escravo sai a gritar com medo do seu aspecto. O caçador de pássaros diz à jovem que Tamino está a caminho para resgatá-la.
Enquanto isso, Taminos entra no Templo da Sabedoria e se depara com um sábio orador, que lhe revela o bom caráter de Sarastro e lhe aconselha a desconfiar dos atos obscuros da Rainha da Noite. Ao ouvir a notícia de que sua amada ainda está viva, Tamino toca sua flauta, que é prontamente respondida por Papageno, que toca sua flauta-de-pã. O príncipe procura seguir o som longínquo vindo do instrumento de Papageno, porém Monostatos acaba encontrando caçador de pássaros e Pamina antes. Para escapar do mouro e seus escravos, Papageno toca o carrilhão mágico, enfeitiçando seus perseguidores e possibilitando sua fuga ao lado de Pamina.
Aparece Sarastro e Pamina lhe diz que a sua tristeza se deve ao assédio de Monostatos, razão pela qual este será castigado por Sarastro. Tamino e Pamina se encontram pela primeira vez, mas antes que o casal possa se unir o rei pede que Tamino e seu acompanhante, Papageno, sejam preparados para serem iniciados nos mistérios da sabedoria e se juntar à fraternidade do templo.

### Ato II
Num bosque de palmeiras, Tamino e Papageno reúnem-se para serem iniciados pelos sacerdotes na presença do rei. Uma das provas a que ambos são submetidos é a de ficar em silêncio. Durante a prova, ambos passam por diversas tentações, que tem por objetivo desviá-los do caminho da virtude. Enquanto Tamino tem persistência para se manter calado, Papageno é facilmente distraído pelas três damas da Rainha da Noite, que aparecem para atormentar os dois e fazê-los quebrarem seu juramento.
Pamina está num jardim. Aparece a Rainha da Noite, informando-a que o seu amado se aliou com o inimigo. A jovem percebe que é o coração de sua mãe que destila maldade e ódio. Esta dá um punhal à filha, exigindo-lhe que mate Sarastro sob pena de ser rechaçada para sempre por ela. Pamina fica horrorizada. Nesse momento, aparece Monostatos que ouviu toda a conversa e tenta fazer chantagem. Não obstante, o diálogo também tinha sido escutado pelo rei que manda prender o escravo e pede a Pamina paciência e compreensão, tranquilizando-a.
Tamino e Papageno entram no templo, calados. Aparecem os três gênios que lhes restituem a flauta e o carrilhão e pedem-lhes que sigam em silêncio. Ao tocar a flauta aparece Pamina que, ao não obter nenhum tipo de resposta tanto de Tamino quanto de Papageno, acredita ter sido rejeitada pelo amado e deixa-se dominar pela dor. Os sacerdotes conduzem os iniciados ao interior do templo onde ambos decidem seguir em frente com a sua iniciação.
No jardim, Papageno recebe a visita de uma anciã, que pede para se casar com ele. Este, com medo de ficar só, aceita. Nesse momento, a anciã transforma-se numa linda jovem: Papagena. Entretanto, o sacerdote do templo tira-lha, porque primeiro terá de merecê-la.
Pamina está à beira da loucura e a ponto de se suicidar com o punhal que a mãe lhe deu. Os três gênios intervêm e convencem-na a não o fazer e procurar o seu amado. Quando o encontra, ele está a preparar-se para as provas de água e fogo que terá de concluir. Pamina, loucamente enamorada, pede permissão para acompanhá-lo. Ambos conseguem passar com sucesso por essas provas e são admitidos no Templo da Sabedoria por toda sua fraternidade.
Papageno está desesperado, perdeu a sua amada e teme ficar sozinho. Quando está determinado a suicidar-se, aparecem os três gênios e aconselham-no a usar o carrilhão. Ao tocá-lo surge Papagena. Ambos declaram o seu amor.
A Rainha da Noite, que se juntou a Monostatos, tenta dar o golpe definitivo contra os sacerdotes, mas são vencidos no último momento e lançados à noite eterna (Quinteto: Nur stille stille) O coro entoa louvores a Ísis e Osíres, dando glória aos iniciados (Pamina e Tamino), em um final simbólico, demonstrando a fraternidade que todo ser humano deve demonstrar com os seus e a celebração da coragem, virtude, sabedoria e o amor.

## Orquestração
- 1 flautim
- par de tímpanos
- 1 glockenspiel a teclado
- 2 flautas
- 2 oboés
- 2 clarinetes
- 2 fagotes
- 2 trompetes
- 3 trombones
- 4 trompas
- Instr.: de Cordas: violinos (primeiros e segundos), violas, violoncelos e contrabaixos

## Influência em outras áreas
Mais de duzentos anos após sua primeira apresentação, A Flauta Mágica continua a encantar pessoas no mundo inteiro. Uma das óperas mais conhecidas e reproduzidas da Alemanha – e no mundo –, sua bela história conseguiu ultrapassar o domínio da ópera, influenciando também a literatura, o cinema e as artes.
Em 1935 a animadora Lotte Reiniger produziu o stop motion Papageno, baseado na história do personagem homônimo e utilizando músicas da ópera.
Nas artes, o escultor e artista escocês Eduardo Paolozzi produziu, em 1994, uma serigrafia que ilustra, com seu estilo moderno, a chegada da Rainha da Noite no segundo Ato da Flauta Mágica.
No cinema, a ópera de Mozart inspirou uma adaptação dirigida pelo diretor sueco Ingmar Bergman, exibida no Festival de Cannes em 1975. Sua versão é marcada por várias mudanças na história original, como a figura de Sarastro, que passa a ser o pai e guardião legal de Pamina, e o canto para os deuses Ísis e Osíris – Cena I do Ato II –, que é substituído pelo canto dos Deuses da Luz.
Em 2006, Kenneth Branagh também produziu sua própria versão da ópera para o cinema, ambientada no contexto da Primeira Guerra Mundial, com seu libreto traduzido para o inglês pelo ator, escritor e diretor britânico Stephen Fry.
A Flauta Mágica também ganhou espaço no oriente, com a publicação de Mateki: The Magic Flute, uma adaptação literária da ópera escrita e ilustrada por Yoshitaka Amano, que conta com elementos clássicos da cultura japonesa.
Na literatura, vários foram os escritores que contaram a história de Pamina e Tamino a sua própria maneira.
Em 1962, John Updike resolveu adaptar A Flauta Mágica em um livro infantil ilustrado.
Em 1985, com A Filha da Noite, Marion Zimmer Bradley transportou a trama para um mundo inspirado na lenda de Atlantis, também fazendo de Sarastro o pai de Pamina.
Ambientando na Inglaterra contemporânea, o romance Temples of Delight, escrito em 1990 por Barbara Trapido faz uso dos personagens principais da trama, como Pamina, Tamino, Papageno e Sarastro, mas se mantém pouco fiel à ópera de Mozart, fazendo com que Pamina rejeite Tamino em troca de sua paixão por Sarastro.
Cameron Dokey adaptou, em 2004, a história para o público adolescente, com o livro Sunlight and Shadow, que faz parte da série Once Upon a Time, apresentando uma heroína adolescente como a protagonista de histórias inspiradas em contos de fadas clássicos.
Em 2016, a primeira versão em português do libreto original foi publicada em uma edição bilíngue (alemão original e português) com uma fidedigna tradução e produção independente, contando ainda com ilustrações raras do frontispício do libreto vendido no dia da estreia da ópera e do cartaz de divulgação que se espalhou por toda a cidade de Viena.

## Adaptações recentes
Em março de 2007, o austríaco Martin Kušej dirigiu uma adaptação moderna da ópera no teatro Opernhaus Zürick, na Suíça. Em sua versão, o diretor fez uso de uma bela cenografia, que se movimentava durante toda a história, dando mais dinâmica à peça.
Em abril de 2008, a ópera Zauberflöte in der U-Bahn entrou em cartaz em Berlim, sendo encenada dentro do metrô da cidade, onde hoje se encontra a U-Bahnlinie U55. Contornando o problema da falta de espaço e abusando do jogo de luzes e sombras, o trabalho dirigido por Christoph Hegel se mostra como uma das adaptações mais desafiadoras da ópera.